# St. Peter und Paul (Oberstaufen)

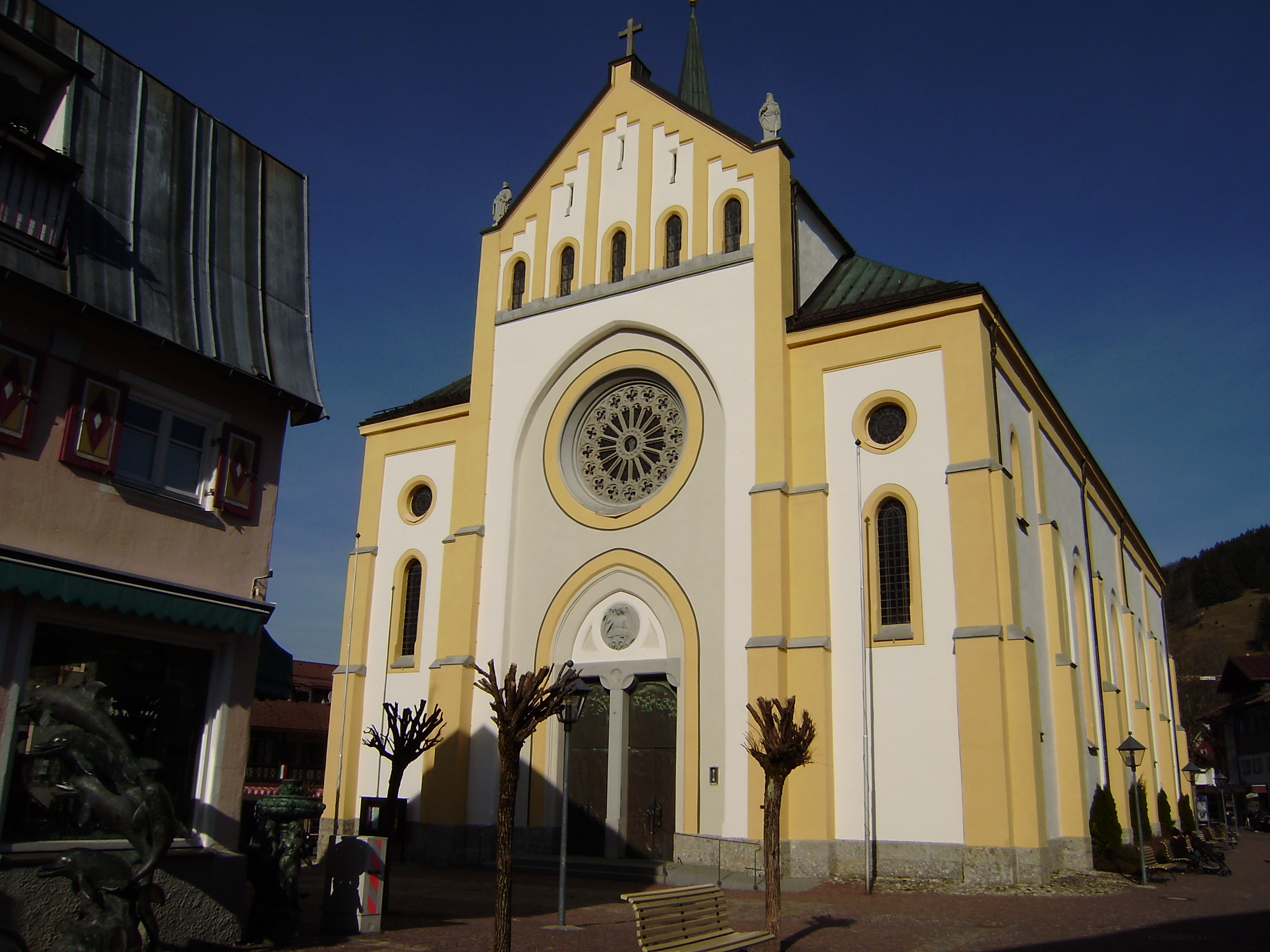
Pfarrkirche St. Peter und Paul, Hauptfassade

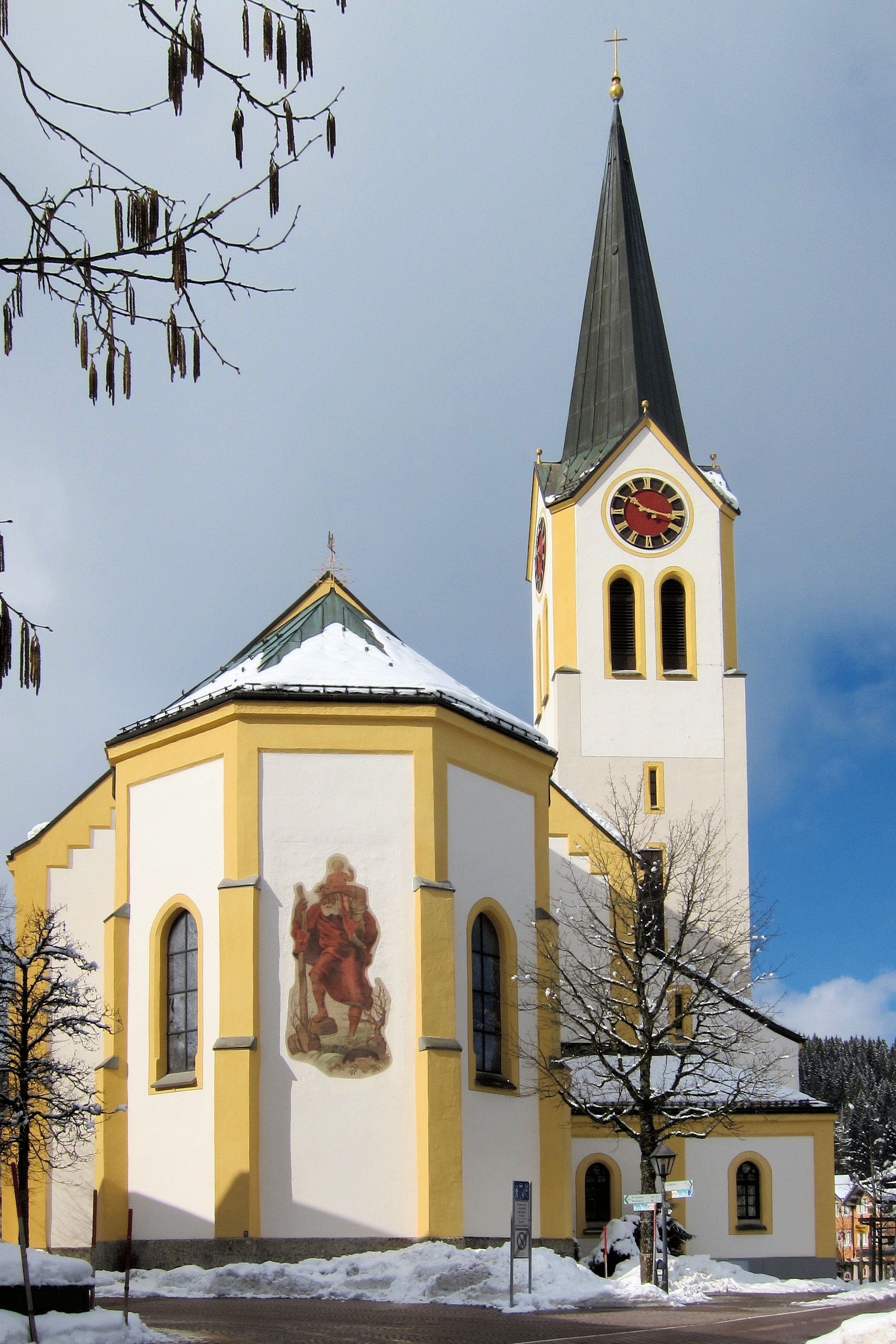
Blick auf die Rückseite

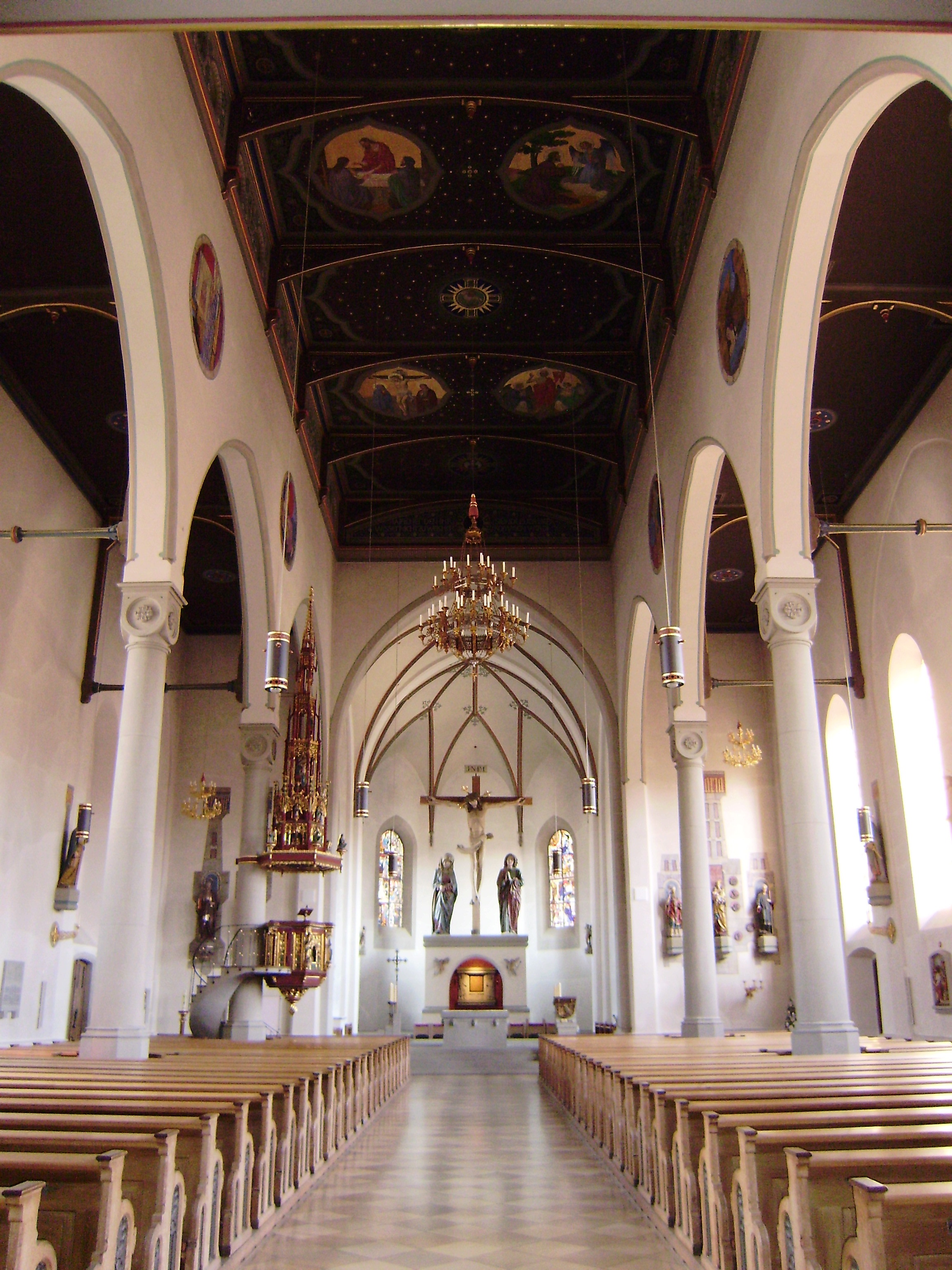
Blick durch das Langhaus in den Chor

St. Peter und Paul ist die katholische Pfarrkirche von Oberstaufen in Bayern in der Diözese Augsburg und der Nachfolgebau der mittelalterlichen Stiftskirche des ehemaligen Kollegiatstifts Staufen.

## Kollegiatstift
Graf Hugo V. von Montfort gründete im Jahre 1328 zu Staufen ein Kollegiatstift mit sechs Weltpriestern (Säkularkanonikern). Bischof Rudolph, Diethelm von Steinegge, der 53. Oberhirte des damals zuständigen Bistums Konstanz fügte den sechs „Prespiteros“ noch einen siebenten Priester als Prälat und Propst hinzu. Bischof Rudolph trug den Titel eines Grafen von Montfort-Feldkirch und war ein Vetter des Grafen Hugo.
Die Originalurkunde vom 14. Januar 1328 wird heute im Vorarlberger Landesarchiv Bregenz aufbewahrt.
Graf Hugo schenkte dem Stift seine Patronatsrechte; bei Unstimmigkeiten sollte der Abt von Mehrerau als Schiedsherr entscheiden. Zum Herrschaftsgebiet des Stifts gehörten so die Pfarreien Staufen, Stiefenhofen und Aach sowie weitere 50 kleine Dörfchen.
1806 ordnete das Königreich Bayern im Rahmen der Säkularisation die Aufhebung des Stiftes an, konnte die Maßnahme aber erst 1812 durchführen.

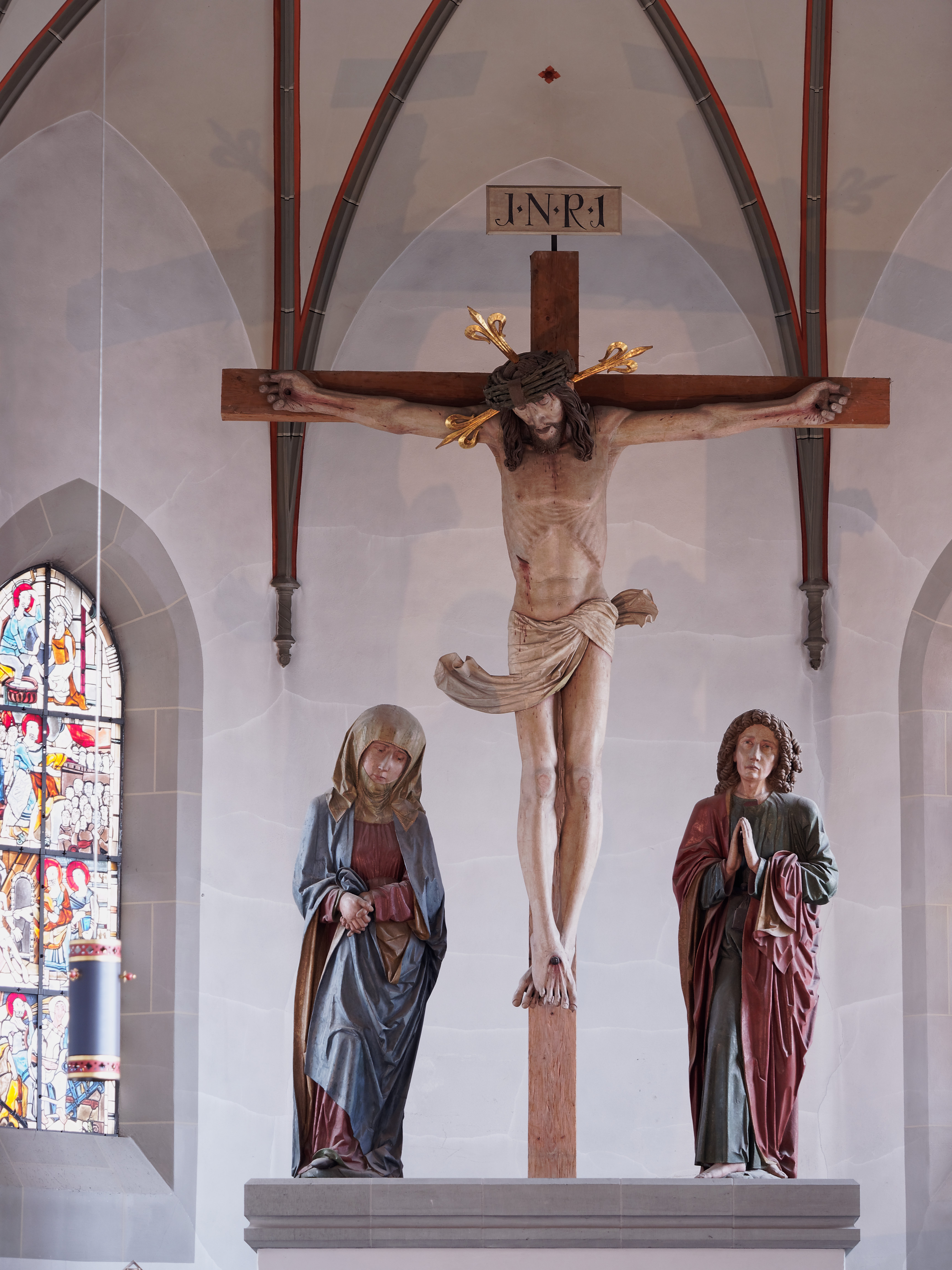
Kreuzigungsgruppe

## Architektur
Bereits aus karolingischer Zeit (868) gibt es Aufzeichnungen zur Geschichte der Kirchengemeinde Staufen, von denen aber keine den damals zweifellos bereits bestehenden ersten Kirchenbau erwähnt. Vermutlich mit der Gründung des Kollegiatstifts wurde ab 1389 der Vorgängerbau der heutigen Kirche errichtet. Ein Ortsbrand im Jahre 1680 beschädigte auch das Kirchengebäude, das aber wieder instand gesetzt werden konnte. Nach weiteren Veränderungen im 18. Jahrhundert plante man einen Neubau.
Den Anstoß dazu gab ein Brand im Jahr 1858. 1859 bis 1863 entstand nach Plänen von Georg von Stengel (1814–1882) durch Anton Harrer das heutige neugotische Gebäude, das 1865 als katholische Pfarrkirche von Bischof Pankratius von Dinkel zur Peter-und-Paul-Kirche geweiht wurde.
Der 65 m hohe Turm stammt mit seinen Grundmauern noch aus dem 13. Jahrhundert und trägt ein spitzes Helmdach. An der Fassade des Gebäudes, das zu den ältesten Bauwerken des Ortes gehört, ließ Architekt Anton Harrer ein großes Bildnis des heiligen Christophorus anbringen.
Zwischen 1977 und 1982 wurde die Kirche grundlegend restauriert. 
Einen besonderen Akzent setzen im Eingang die Türgriffe aus Bronze von Eva Moshack-Bach-Bach (1981), die alttestamentarische und zeitgenössische Motive zeigen. Eine neuerliche Sanierung hat 2020 begonnen; sie soll 2021 abgeschlossen werden.

## Ausstattung
Der Chorraum wird bestimmt durch den Zelebrationsaltar sowie die 1500 bis 1510 von dem Konstanzer Bildhauer Heinrich Yselin geschaffene Kreuzigungsgruppe, die sich bis 1959 in der vorne offenen Kalvarienbergkapelle (aus der Zeit um 1867) befand. Die Skulpturen der Kreuzigungsgruppe zählen zu den größten der Spätgotik (Christus 5,20 m × 4,25 m, Maria und Johannes 3,30 m hoch). Der kapellenartige Sockel der Kreuzigungsgruppe enthält das Sakramentshaus aus Sandstein und das schmiedeeiserne Gitter aus der späten Gotik.
Für die Kanzel erstellte Anton Harrer die Pläne zur Rekonstruktion des Originals und ließ das Werk 1862–1865 bei der Mayerschen Kunstanstalt in München in neogotischem Stil fertigen.

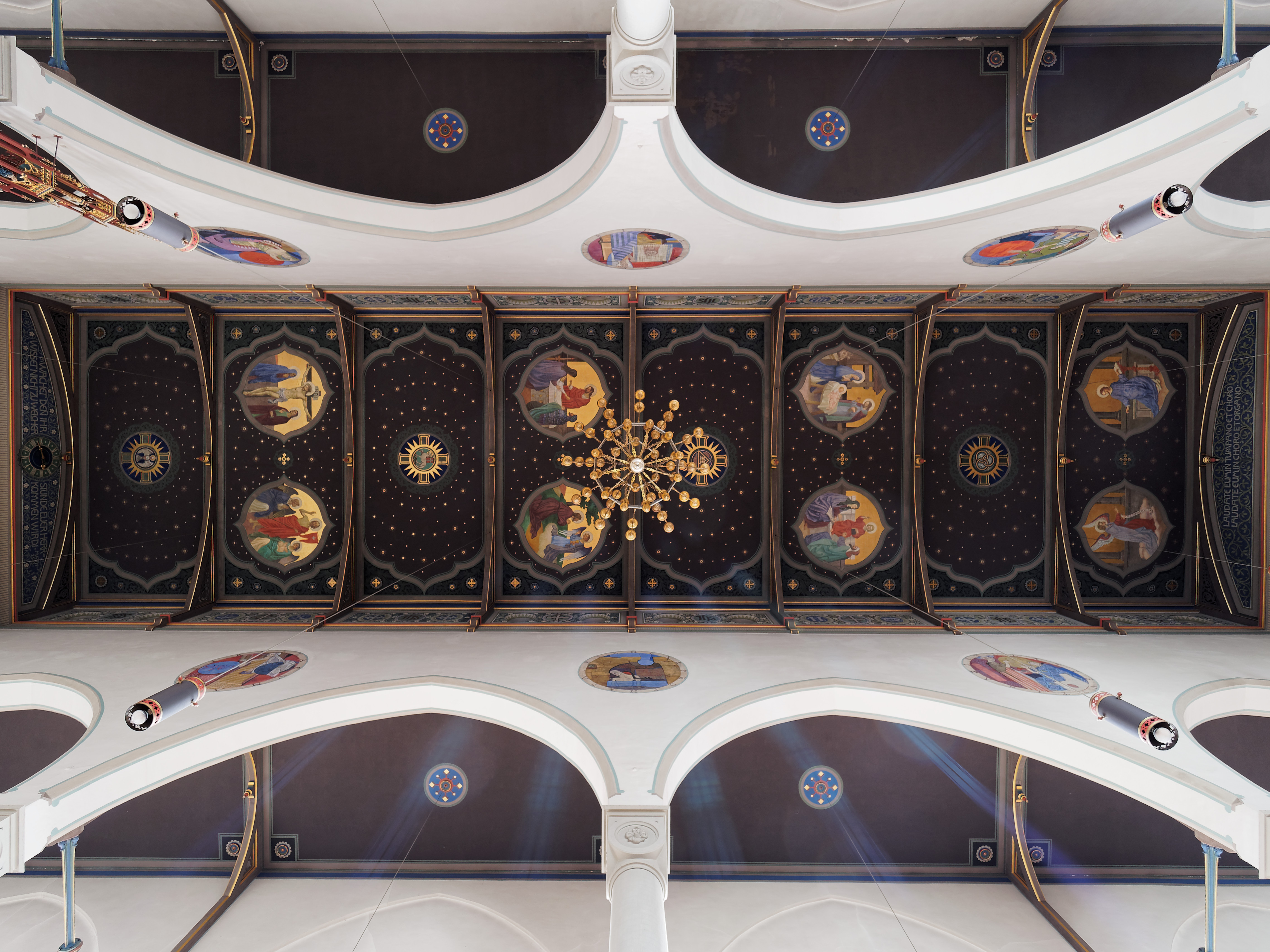
Deckenmalerei

Die Malereien der Langhausdecke schufen im Jahre 1913 der Münchner Meister Bonifaz Locher und Luitpold Heim. An der Wand des nördlichen Kirchenschiffes befinden sich die Figuren der beiden Kirchenpatrone St. Peter und Paul. An der Ostwand des südlichen Seitenschiffs befindet sich die von Bildhauer Ferdinand Preckle um 1863 gestaltete Stätte der Marienverehrung mit Maria und Jesuskind, begleitet vom Diözesanpatron Ulrich und dem Apostel des Allgäus Magnus. Gemalte „Steintürme“ hinter den Figuren erinnern an die verloren gegangenen neugotischen Altäre.

### Orgel

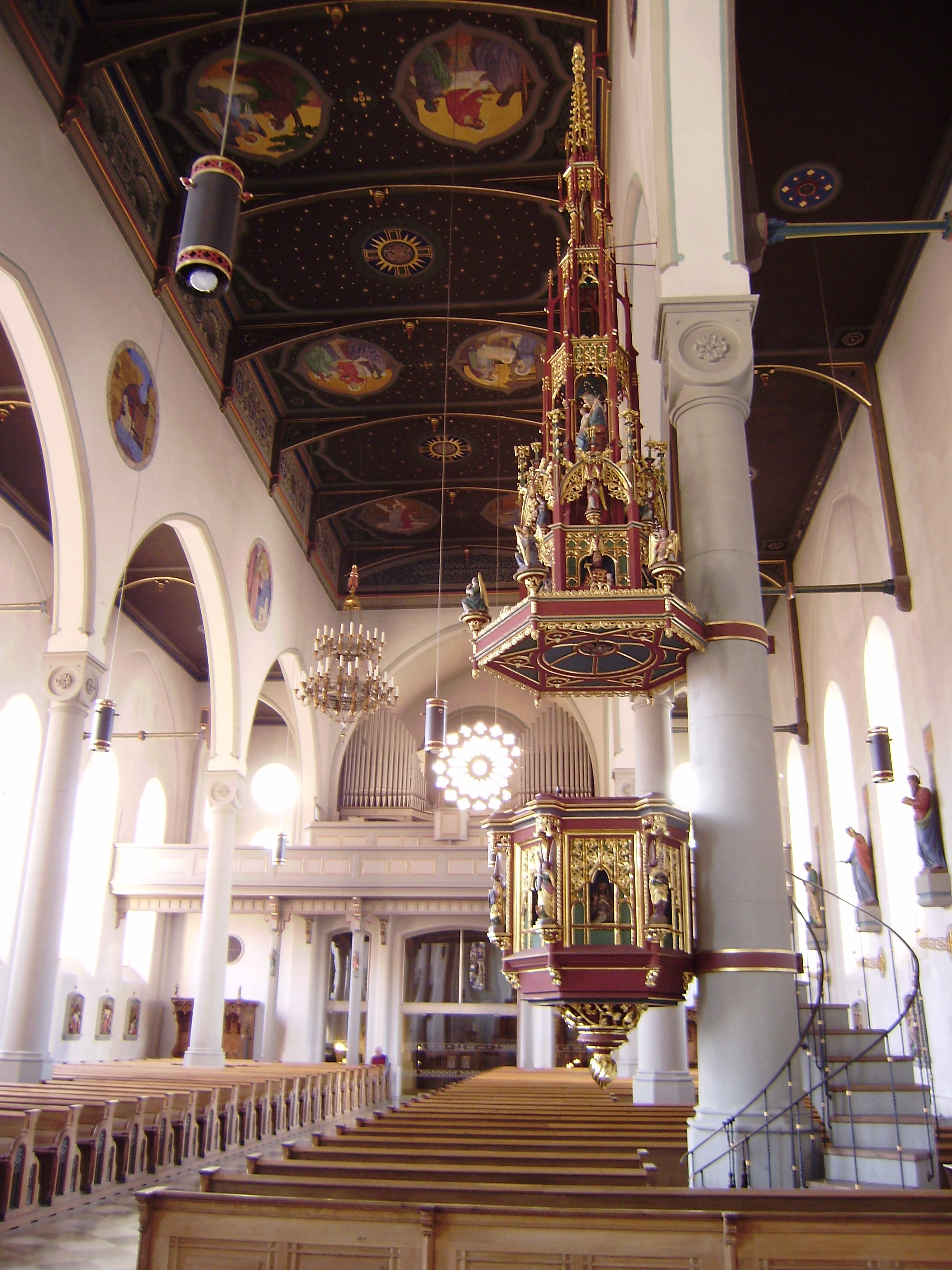
Blick durch den Kirchenraum Richtung Orgel

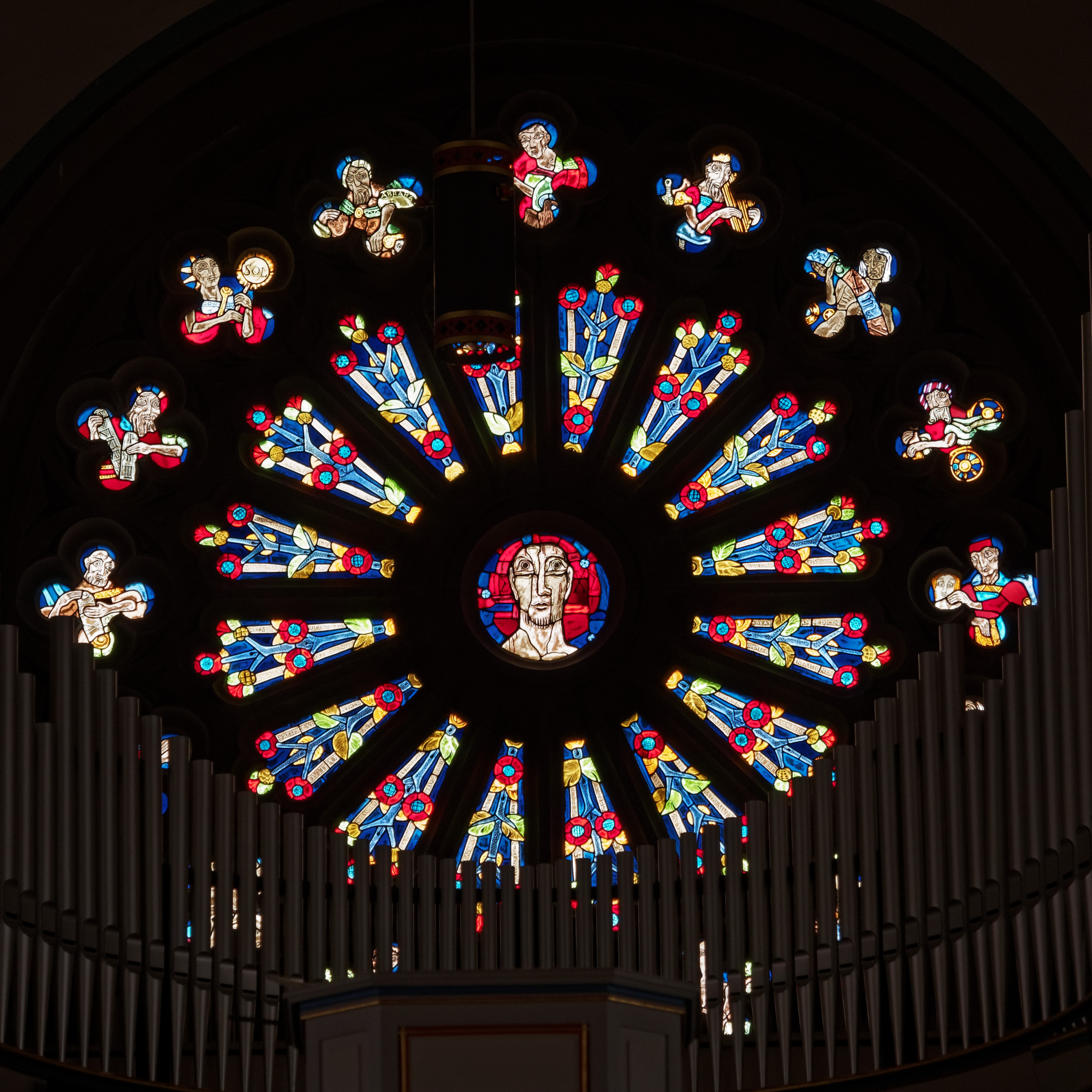
Rosette hinter der Orgel

Die Orgel wurde 1919/20 von den Gebrüdern Hindelang (Ebenhofen) erbaut. Das Kegelladen-Instrument hat 47 Register auf drei Manualen und Pedal. Die Spiel- und Registertrakturen sind pneumatisch. Firma Zeilhuber restaurierte die Orgel ab 1997.
| I Hauptwerk C–a3 |                  |       |
| 1.               | Prinzipal        | 16′   |
| 2.               | Prinzipal        | 8′    |
| 3.               | Gamba            | 8′    |
| 4.               | Gedeckt          | 8′    |
| 5.               | Flûte harmonique | 8′    |
| 6.               | Dolce Oktav      | 4′    |
| 7.               | Rohrflöte        | 4′    |
| 8.               | Rauschquinte     | 2 ⁄3′ |
| 9.               | Cornett          | 8′    |
| 10.              | Mixtur           | 2 ⁄3′ |
| 11.              | Trompete         | 8′    |

| II Schwellwerk C–a3 (a4) |                      |     |
| 12.                      | Quintatön            | 16′ |
| 13.                      | Flötenprinzipal      | 8′  |
| 14.                      | Salizional           | 8′  |
| 15.                      | Viola                | 8′  |
| 16.                      | Lieblich Gedeckt     | 8′  |
| 17.                      | Fernflöte            | 8′  |
| 18.                      | Fugara               | 4′  |
| 19.                      | Spitzflöte           | 4′  |
| 20.                      | Harmonia aethera     | 2′  |
| 21.                      | Oboe                 | 8′  |
| 22.                      | Tuba mirabilis       | 8′  |
| 23.                      | Klarinette           | 8′  |
| 24.                      | Trompette harmonique | 4′  |
| 25.                      | Harfe (c-c5)         |     |
|                          | Tremolo              |     |

| III Schwellwerk C–a3 (a4) |                 |       |
| 26.                       | Bourdon         | 16′   |
| 27.                       | Hornprinzipal   | 8′    |
| 28.                       | Aeoline         | 8′    |
| 29.                       | Vox coelestis   | 8′    |
| 30.                       | Hohlflöte       | 8′    |
| 31.                       | Bourdon         | 8′    |
| 32.                       | Prinzipal       | 4′    |
| 33.                       | Travers-Flöte   | 4′    |
| 34.                       | Sesquialtera II | 2 ⁄3′ |
| 35.                       | Piccolo         | 2′    |
| 36.                       | Echo-Mixtur     | 2′    |
| 37.                       | Cimbel          | 1 ⁄3′ |

| Pedal C–f3 |              |         |
| 38.        | Prinzipalbaß | 16′     |
| 39.        | Subbaß       | 16 ′    |
| 40.        | Violon       | 16′     |
| 41.        | Bourdonbaß   | 16′     |
| 42.        | Salicetbaß   | 16′     |
| 43.        | Quintbaß     | 10 2⁄3′ |
| 44.        | Oktavbaß     | 8′      |
| 45.        | Flötenbaß    | 4′      |
| 46.        | Mixturbaß    | 2′      |
| 47.        | Posaune      | 16′     |

- Koppeln: II/I, III/I, III/II, I/P, II/P, III/P; II/II, II/I, III/I als Superoktavkoppeln; II/II, II/I als Suboktavkoppeln.

## Propsteigebäude

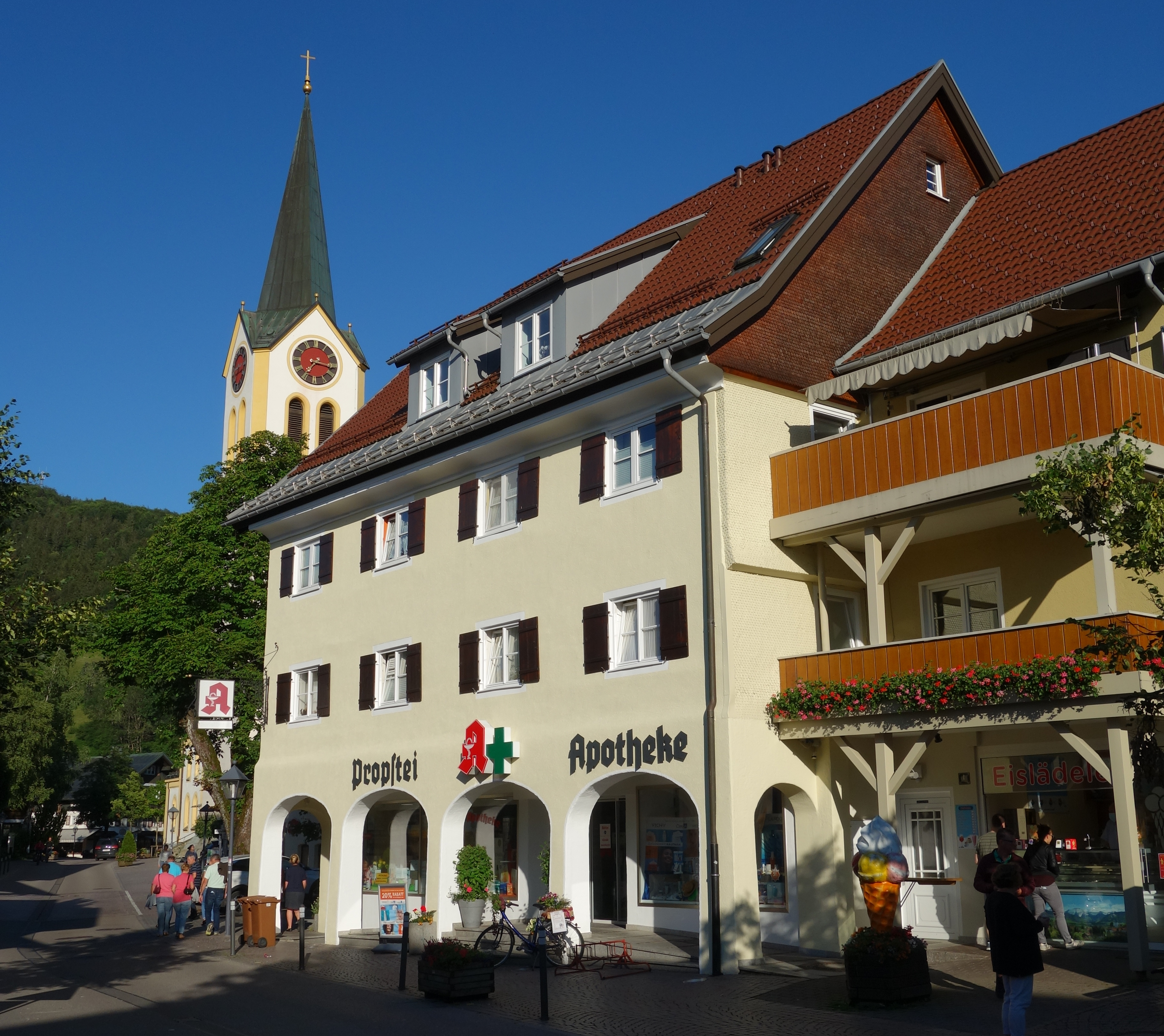
Kirchturm und Propsteigebäude

Die Propstei diente bis 1953 als Pfarrhof. 1962 zog eine Apotheke in das alte Propsteigebäude ein.